# Glenorchy

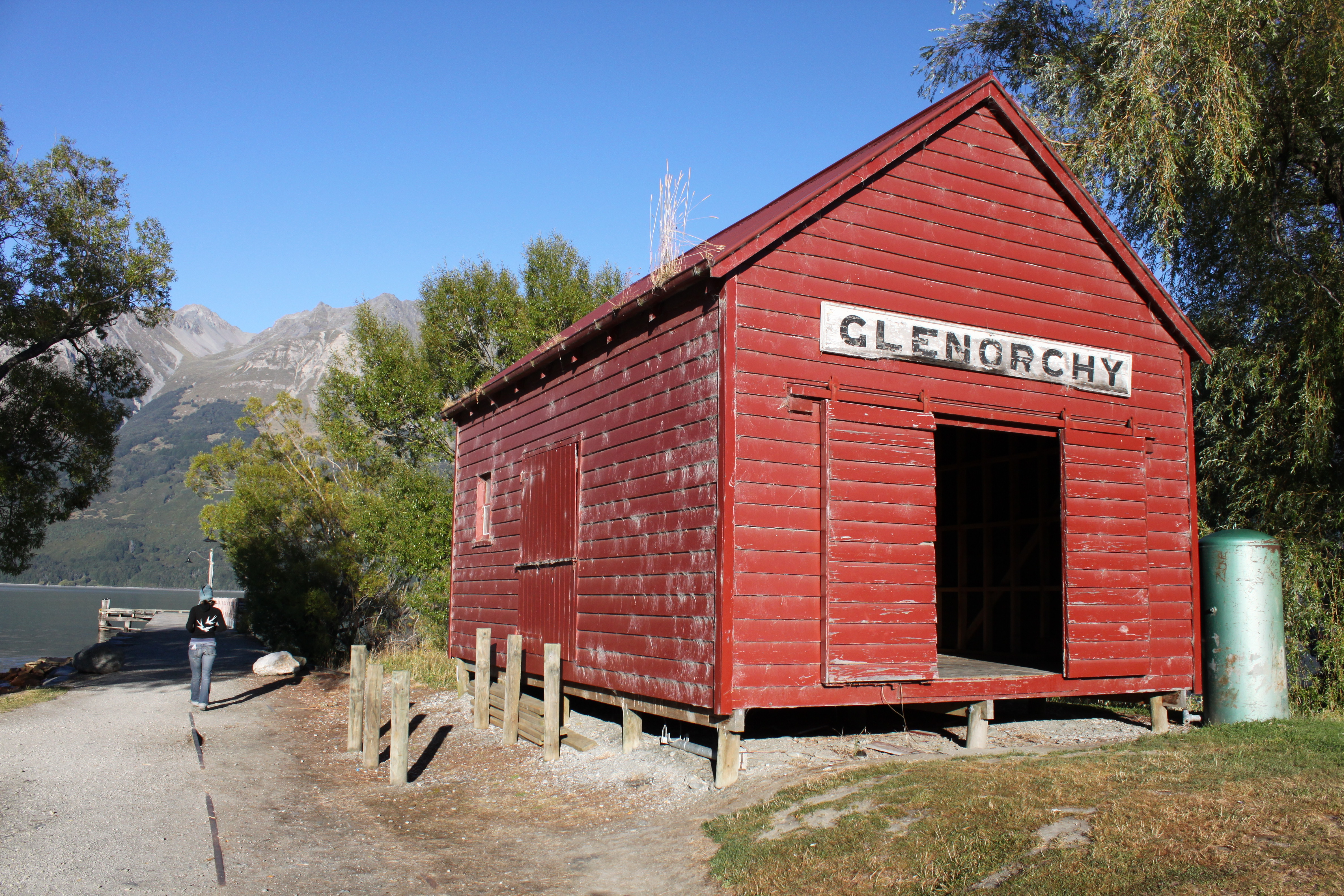
Cobertizo cerca del muelle.

Glenorchy es un pequeño asentamiento en el extremo norte del lago Wakatipu en la región de la isla Sur de Otago, Nueva Zelanda. Se encuentra a aproximadamente 45 km por carretera o en barco desde Queenstown, la ciudad grande más cercana. Hay dos pubs, una cafetería y una variedad de pequeñas tiendas en la ciudad que atienden principalmente a los turistas, pero también a la pequeña población residente. También hay una pequeña pista de aterrizaje que atiende a aviones pequeños.
La localidad de Paradise se encuentra cerca. Los ríos Dart y Rees desembocan en la cabecera del lago Wakatipu junto a Glenorchy.

## Toponimia
Glenorchy recibió su nombre de Glen Orchy, un valle ubicado en Argyll, Escocia.

## Actividades
Glenorchy es un popular lugar turístico, cerca de muchas rutas de caminatas. Se encuentra cerca de los límites del Parque nacional del Monte Aspiring y el Parque nacional de Fiordland. Se puede acceder al Routeburn Track, uno de los Great Walks de Nueva Zelanda, pasando por Glenorchy. También se puede acceder a caminos menos conocidos como el Greenstone y Caples Tracks y el Rees y Dart Tracks.
Algunas de las actividades que se pueden experimentar en o cerca de Glenorchy incluyen: barranquismo, pesca con mosca, jetboat, paseos a caballo, kayak, ciclismo de montaña, esquí, snowboard, paracaidismo y paseos en bote. Justo después del Glenorchy Golf Club hay un paseo marítimo público circular que pasa por la laguna de Glenorchy y es un paseo popular para turistas y lugareños.

## Filmaciones

### Cine
- El escenario local se utilizó como uno de los escenarios de la de Peter Jackson El Señor de los Anillos: la Comunidad del Anillo (2001), la primera película de la serie El Señor de los anillos. Lothlórien, Orthanc y la escena en la que Boromir fue asesinado y se inclinó cerca de un árbol fueron algunas de las filmadas en la cercana Paradise.
- Límite vertical (2000), Las crónicas de Narnia: el príncipe Caspian (2008) y X-Men Origins: Wolverine (2009) también se filmaron en la zona.
- Otras películas que hicieron tomas de locaciones en Glenorchy y sus alrededores son Race for the Yankee Zephyr (1981) y The Water Horse: Legend of the Deep (2007).

### Televisión
- La miniserie de televisión de la BBC de 2013 Top of the Lake también se filmó en el área y se desarrolló en Paradise y sus alrededores. Si bien se hace referencia a Queenstown durante la serie, Glenorchy también es la ciudad ficticia de Laketop.[3]